# A Quien Quiera Escuchar
A Quien Quiera Escuchar (pol. Ktokolwiek chciałby posłuchać) – dziesiąty album studyjny portorykańskiego piosenkarza Ricky’ego Martina. Hiszpańskojęzyczny album ukazał się 10 lutego 2015 nakładem Sony Music Latin.
Materiał do albumu nagrano w Australii, Portotyko, Los Angeles i mieście Meksyk, producentem krążka został Julio Reyes twórca przebojów m.in. Jennifer Lopez i Nielly Furtado. Płyta stała się numerem jeden w Libanie. W 2016 roku krążek zdobył nagrodę Grammy w kategorii Najlepszy Album latynoamerykański.

## Lista utworów
1. „Adiós”
2. „Disparo Al Corazón”
3. „Isla Bella”
4. „Perdóname”
5. „Náufrago”
6. „La Mordidita” feat. Yotuel
7. „Cuanto Me Acuerdo De Ti”
8. „Mátame Otra Vez”
9. „Nada”
10. „A Quien Quiera Escuchar”

## Notowania i certyfikaty
| Lista (2015)                      | Najwyższa pozycja |
| --------------------------------- | ----------------- |
| Argentyna (CAPIF)                 | 1                 |
| Australia (ARIA Charts)           | 76                |
| Belgia (Ultratop 50 Flandria)     | 121               |
| Belgia (Ultratop 50 Walonia)      | 97                |
| Hiszpania (PROMUSICAE)            | 3                 |
| Korea Południowa (Gaon)           | 28                |
| Meksyk (AMPROFON)                 | 2                 |
| Stany Zjednoczone (Billboard 200) | 20                |
| Szwajcaria (Schweizer Hitparade)  | 49                |
| Tajwan (Five Music)               | 11                |
| Włochy (FIMI)                     | 65                |

| Kraj                     | Certyfikat      | Sprzedaż |
| ------------------------ | --------------- | -------- |
| Argentyna (CAPIF)        | Platynowa płyta | 40 000+  |
| Meksyk (AMPROFON)        | Złota płyta     | 30 000+  |
| Stany Zjednoczone (RIAA) | Platynowa płyta | 60 000+  |
| Wenezuela                | Złota płyta     | 5000+    |